# Scinax sugillatus
Scinax sugillatus es una especie de anfibios de la familia Hylidae.
Habita en Colombia y Ecuador.
Sus hábitats naturales incluyen bosques tropicales o subtropicales secos y a baja altitud, marismas de agua dulce, corrientes intermitentes de agua, plantaciones, jardines rurales, zonas previamente boscosas ahora muy degradadas y estanques.